# Plouyé
Plouyé (tiếng Breton: Plouie) là một xã của tỉnh Finistère, thuộc vùng Bretagne, miền tây bắc Pháp.

## Dân số
Người dân ở Plouyé được gọi là Plouyéziens.